# ムセ
ムセ・ムーセ/ムーチェ（mu-se） は、ミャンマー中部シャン州の都市。

## 交通
ラーショーから、ムセ専門のタクシーで5時間5000チャット、ただし外国人は15000と言われる場合がある。（客が4人集まるまで待つ。途中、昼食休憩と、検問等でパスポートチェックが2回ある）
ラーショーへは、タクシーで25000～15000チャット

## 情勢
2019年8月現在、イミグレーションが外国人に解放されておらず、中国側へ渡る事は出来ない。
国境の周辺のみミャンマーのSIMが電波をキャッチしない。数百メートル離れると復活する。それと関連してか、2019年8月現在そのエリアのGoogleマップが実際とはかけ離れている。なおMapsMeは正確である。